# AIK Fotbolls historia 1896–1909
AIK Fotbolls historia 1896-1909 innefattar bland annat bildandet av sektionen AIK Fotboll samt två SM-guld (1900 och 1901). Den innefattar också en tid med ett lokalt seriespel i Stockholm (där man segrade 1908 och Sportåret 1909) samt det första derbyt mot lokalrivalen Djurgårdens IF som spelades 1899.

## Bildandet och tidiga guld
Klubben AIK grundades söndagen den 15 februari 1891 på Biblioteksgatan 8 i Stockholm. Det var från början friidrott som stod på programmet, men sommaren 1896 bildades fotbollssektionen inom AIK. Innan det var det endast Göteborg (i form av Örgryte IS), Uppsala och Gävle som "på riktigt" utövade fotboll. Det fanns ingen fast tränings- eller matchplats i Stockholm på den här tiden, och klubben fick slåss om en gräsplätt på Ladugårdsgärdet, där det för övrigt utövades en mängd andra sporter - och konkurrensen om ytan på gräsområdet var hård.
Den första träningen var med Sigfrid "Sigge" Stenberg som intruktör. Stenberg var en stor idrottsentusiast och var den enda som kunde något av reglerna, som han lärt genom att läsa engelska tidningar. Han blev senare också en av stiftarna av Stockholms Idrottsförbund. Spelarna fick bära med sig målstolpar, och använde ett rep som ribba. Fotbollsskor var det inte på tal om, då de knappt existerade denna tid - spelarna använde sig av vanliga grova skor. Den första noterade framgången för AIK dateras till den 27 augusti 1897 på Gymnastik- och Idrottsförbundets idrottsfest. Den Allmänna Idrottsklubbens andralag fick diplom och bronsmedalj i denna tävling, som spelades i skuggan av den friidrottstävling som pågick samtidigt.
AIK:s första framträdande i SM var år 1898. Turneringen bestod av endast en match, AIK mot dåtidens suveräner Örgryte IS, som vann SM fyra år i rad 1896-1899. Tävlingen gick i Stockholm, och var mellan Stockholms och Göteborgs bästa lag. Örgryte var favoriter i finalen, då de 1896 vunnit över I.V. Göteborg i finalen, och 1897 vann de över sitt eget andralag. AIK förlorade finalen med 3-0.

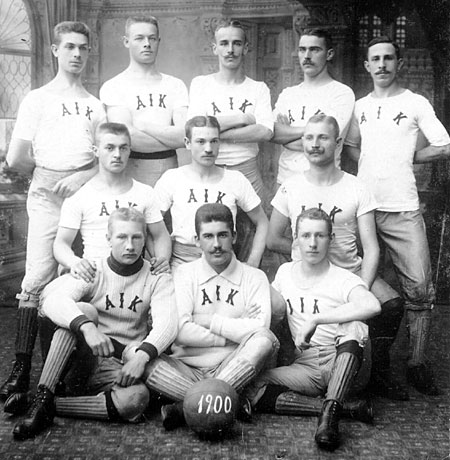
AIK:s första svenska mästare. Bakre raden från vänster: Gunnar Juhlin, Herman Juhlin, Gunnar Franzén, Oscar Norgren och B Bergquist (reserv för Knut Norgren). Mittraden: Hugo Berg, Fritz Carlsson, Gunnar Stenberg. Främre raden: David Jahrl, Edvin Sandborg, Karl G Andersson.

Det första derbyt mot Djurgårdens IF spelades ett år efter AIK:s SM-final, det vill säga 1899, och AIK vann med 2-1. Lagen möttes dock ytterligare två gånger detta år, och Djurgården vann båda dessa matcher - med 2-1 respektive 3-0. Fotbollsturneringen Rosenska Pokalen (Svenska Fotbollspokalen) arrangerades i september detta år, och spelades till och med 1903 då den slogs ihop med SM. Tre lag deltog - Gefle IF, Djurgårdens IF och AIK. Gefle IF vann komfortabelt över Djurgården i den första matchen med 3-0 och slog sedan AIK i finalen med 1-0 inför 1500 åskådare på Lindarängen i Stockholm.
År 1900 vann AIK sitt första SM efter att de vunnit turneringens enda match med 1-0 över Örgryte IS. Finalen spelades samtidigt som det då betydligt större Friidrotts-SM den 28-29 juli, med AIK som arrangör. Tre av fotbollsspelarna i AIK hade tidigare den dagen vunnit SM-guld på 4*100 meter, nämligen Fritz Carlsson, Gunnar Stenberg och Herman Juhlin. Rosenska pokalen avgjordes senare detta år, återigen vann Gefle, denna gång med 9-0 över AIK.
1901 försvarade AIK SM-guldet efter att tävlingarna hade dragit ut på tiden och "ingen orkade spela". Men eftersom AIK bedömdes som det klart bättre laget så tilldelades man segern mot Örgryte IS:s andralag. Tidigare hade AIK slagit tillbaka Örgryte IS I ganska lätt med 3-0, i en SM-turnering där fyra lag deltog (AIK, två Örgryte-lag samt Göteborgs Idrottsförening). I tävlingen om von Rosens pokal, som var något mer prestigefylld än SM-turningen, lyckades AIK ta sig till final efter bland annat en seger över Swithiod med 3-2. I finalen på Idrottsparken, AIK:s hemmaarena mellan 1901 och 1910 (låg där Stockholms Stadion ligger idag), mötte man Gefle IF - ett lag AIK brukade förlora mot, och det ofta ganska stort - men finalen slutade utan ett resultat, 1-1 efter full tid och förlängning. Detta ledde till att ingen vann tävlingen året 1901.

## Första seriespelet
Det Svenska Bollspelsförbundet bildades 1902 och samma år sattes en ny serie igång: den innehöll sju lag (alla från Stockholm och närbeliggande områden) och AIK ställde upp med två lag i denna serie: AIK I och AIK II. AIK I kom fyra i en serie som Djurgårdens IF vann, medan andralaget kom sist.
1903 så slutföljde AIK:s förstalag aldrig Svenska Bollspelsförbundets Klass I, och AIK:s andralag kom tvåa i Klass II. I tävlingen om von Rosens pokal så åkte AIK ut mot Gefle IF i den andra omgången efter en förlust med 5-1 - och Gefle IF vann också pokalen för alltid. Då instiftades en ny pokal, som gavs till de svenska mästarna ända tills 2000. AIK lyckades inte heller under den stora Gymnastik- och Idrottsfesten i Stockholm. AIK vann inledningsmatchen mot IFK Norrköping med 3-2, men förlorade klart mot Örgryte IS med 4-0 omgången därpå.
Efter det dystra året 1903 instiftade AIK år 1904 nya dräkter hos Svenska Bollspelsförbundet:
- Ställ 1: Svart och rödrandig blus, svarta byxor.
- Ställ 2: Svart och gulrandig blus, svarta byxor.
- Ställ 3: Svart och röd tvärrandig blus, svarta byxor.

Även det första engelska fotbollsbesöket i Stockholm skedde 1904, i september månad. Det var "mr Wreford Browns Corinthian Eleven" som spelade 3 matcher. En matcherna var en svensk-engelsk kombination med fyra AIK:are med - Waldermar Lindén, John Lindell, Claes Berg och Knutte Nilsson.
I SM-tävlingarna så gick AIK lätt vidare från de första tre omgångarna efter segrar mot IK Göta, Stockholms IK och Eskilstuna Godtemplare. Det tog dock stopp i semifinalen mot eviga rivalerna Djurgårdens IF, efter ett 3-2-resultat. Detta var i övrigt det första av 96 år som von Rosens pokal delades ut till de svenska mästarna. Detta år spelade AIK klart Klass I och slutade på en andraplats efter IFK Uppsala.
1905 blev det återigen stopp i semifinalen, denna gång mot Stockholms IK, som efter en match som slutade 4-4 vann omspelet med 3-0. Innan det hade AIK säkert gått igenom turneringen med resultat som 9-1 och 6-1. I Klass I blev det tröstvinster mot Stockholms IK och AIK slutade 3:a av sex lag - Djurgårdens IF vann. Värt att notera är att Klass I detta år spelade hemma- och bortamöten för första gången.
1906 var ytterligare ett litet bottenår för AIK - det första distriktsmästerskapet i fotboll i Stockholm arrangerades och AIK blev utslaget i första omgången mot Stockholms IK med 3-0. I den alldeles nybildade Stockholmsserien, efterföljaren till Klass I, kom AIK näst sist vilket gjorde så att AIK vägrades spel i SM - trots att man var i semifinalen året innan och var i god tid. Till råga på allt blev man nedflyttad till Klass II.

### Tabeller
1902 - Svenska Bollspelsförbundets fotbollsserie (Klass I)
| Pl | Lag            | Ma | V | O | F | GM | IM | P  |
| -- | -------------- | -- | - | - | - | -- | -- | -- |
| 1  | Djurgårdens IF | 6  | 6 | 0 | 0 | 36 | 1  | 12 |
| 2  | IF Swithiod    | 6  | 5 | 0 | 1 | 27 | 8  | 10 |
| 3  | IK Sleipner    | 6  | 3 | 1 | 2 | 10 | 14 | 7  |
| 4  | AIK lag 1      | 6  | 3 | 0 | 3 | 17 | 11 | 6  |
| 5  | Östermalms SK  | 6  | 2 | 0 | 4 | 12 | 16 | 4  |
| 6  | Norrmalms IK   | 6  | 0 | 2 | 4 | 3  | 27 | 2  |
| 7  | AIK lag 2      | 6  | 0 | 1 | 5 | 2  | 31 | 1  |

1903
Uppgift saknas om Svenska Bollspelsförbundets Klass I 1903. AIK fullföljde dock aldrig serien.
1904 - Klass I
| Pl | Lag           | Ma | V | O | F | GM | IM | P  |
| -- | ------------- | -- | - | - | - | -- | -- | -- |
| 1  | IFK Uppsala   | 6  | 6 | 0 | 0 | 27 | 3  | 12 |
| 2  | AIK           | 6  | 4 | 1 | 1 | 19 | 9  | 9  |
| 3  | Stockholms IK | 6  | 4 | 0 | 2 | 8  | 13 | 8  |
| 4  | Östermalms IK | 6  | 2 | 1 | 3 | 14 | 13 | 5  |
| 5  | IF Swithiod   | 6  | 2 | 1 | 3 | 14 | 16 | 5  |
| 6  | IK Sleipner   | 6  | 1 | 0 | 5 | 5  | 21 | 2  |
| 7  | Mariebergs IK | 6  | 0 | 1 | 5 | 5  | 17 | 1  |

1905 - Klass 1
| Pl | Lag            | Ma | V | O | F | GM | IM | P  |
| -- | -------------- | -- | - | - | - | -- | -- | -- |
| 1  | Djurgårdens IF | 10 | 8 | 2 | 0 | 25 | 6  | 18 |
| 2  | IFK Uppsala    | 10 | 5 | 3 | 2 | 21 | 15 | 13 |
| 3  | AIK            | 10 | 4 | 2 | 4 | 15 | 14 | 10 |
| 4  | IFK Stockholm  | 10 | 3 | 3 | 4 | 16 | 17 | 9  |
| 5  | Stockholms IK  | 10 | 3 | 0 | 7 | 8  | 26 | 6  |
| 6  | Östermalms IF  | 10 | 2 | 0 | 8 | 11 | 18 | 4  |

1906 - Klass 1
| Pl | Lag            | Ma | V | O | F | GM | IM | P  |
| -- | -------------- | -- | - | - | - | -- | -- | -- |
| 1  | Djurgårdens IF | 10 | 6 | 3 | 1 | 18 | 5  | 15 |
| 2  | IFK Stockholm  | 10 | 4 | 4 | 2 | 20 | 12 | 12 |
| 3  | IFK Uppsala    | 10 | 3 | 5 | 2 | 19 | 13 | 11 |
| 4  | Mariebergs IK  | 10 | 4 | 2 | 4 | 11 | 13 | 10 |
| 5  | AIK            | 10 | 4 | 2 | 4 | 13 | 20 | 10 |
| 6  | Västermalms IF | 10 | 0 | 2 | 8 | 8  | 26 | 2  |

AIK nedflyttade till Klass 2.

## På väg upp igen
Året 1907 var det året då AIK visade att man var på väg upp igen. Man vann klart Klass II, trots att man i de sista två omgångarna var diskvalificerade - men lyckades ändå vinna serien. Man gick även till final i Stockholms-DM. Finalen förlorades mot IFK Uppsala med 4-0. I SM blev AIK dock utslaget direkt - en förlust med hela 5-1 mot IFK Eskilstuna.
1908 spelades Sveriges första landskamp mot Norge på Balders Hage i Göteborg så var två AIK:are med och spelare - Kalle Ansén och Thodde Malm. Sverige vann denna match med 11-3. Ansén och Malm spelade ett par landskamper efter det - båda togs till exempel ut till OS-turneringen. Ansén spelade i samtliga sex landskamper detta år, medan Malm spelade fyra stycken.
AIK arrangerade tillsammans med Djurgårdens IF en internationell fotbollsvecka 17-24 maj detta år. Det var två utländska lag med - B93 från Köpenhamn samt Northen Nomads (ett amatörlag från England).  En kombination av AIK och Djurgården förlorade med 5-1 mot B93 och AIK förlorade med 0-2 mot engelsmännen. Senare samma år, i september, kom tyska Vitoria Hamburg på besök, som AIK spelade oavgjort mot, 4-4.
I SM-tävlingarna så hände något udda - AIK vann i första omgången mot Örgryte IS med 3-1 varpå Örgryte lämnade in en protest till Fotbollförbundet om att AIK använt en utländsk medborgare i matchen. Förbundet beordrade omspel i Eskilstuna - en match som AIK vann med 3-2. Man åkte dock ut mot IK Sleipner i matchen därpå.
Klubben tog två stycken titlar detta år - först så vann man Stockholms-DM efter segrar mot IK Göta, Eriksdals IF och i finalen Djurgårdens IF. Finalen vann med 1-0. Man vann också Stockholmsserien detta år före IFK Stockholm. I själva serien så slutade lagen på samma poäng, 13 poäng (på 10 matcher) och lagen spelade en final mot varandra den 28 november som AIK vinner med 1-0.
1909, som var det år man kallades "Svertingarna" på grund av att man för första gången hade en helsvart dress, så hade AIK mycket svårt för Djurgårdens IF i de viktiga tävlingarna. DIF lyckades besegra AIK både i DM (i första omgången, 1-0) och i SM (i andra omgången, 3-0). AIK kunde dock ta revansch i den prestigefyllda turneringen om den Wicanderska skölden. AIK vann där mot Djurgårdens IF med 3-2 och kunde slå tillbaka Mariebergs IK i finalen med 6-2 efter förlängning (2-2 efter full tid). Noterbart är även att AIK för första gången vinner mot utländskt motstånd - 3-2 mot Magdeburger FC Victoria. Även Stockholmsserien vanns av AIK - med betydligt större marginal än föregående år. Serien färdigspelades aldrig på grund av att det inte skulle ändra något i tabellen, vilket gjorde att AIK spelade nio av tio matcher - men det hindrade inte laget från att vinna med fyra poäng före ett lag som hade spelat tio matcher.

### Tabeller
1907 - Klass 2
| Pl | Lag            | Ma | V | O | F | GM | IM | P  |
| -- | -------------- | -- | - | - | - | -- | -- | -- |
| 1  | AIK            | 10 | 7 | 1 | 2 | 24 | 6  | 15 |
| 2  | Västermalms IF | 10 | 6 | 2 | 2 | 25 | 14 | 14 |
| 3  | Djurgårdens SK | 10 | 6 | 1 | 3 | 18 | 11 | 13 |
| 4  | Södermalms IK  | 10 | 3 | 4 | 3 | 13 | 12 | 10 |
| 5  | IK Göta        | 10 | 1 | 2 | 7 | 6  | 22 | 4  |
| 6  | IF Westa       | 10 | 1 | 2 | 7 | 6  | 22 | 4  |

AIK vinnare av Klass 2 1909
1908 - Klass 1
| Pl | Lag            | Ma | V | O | F | GM | IM | P  |
| -- | -------------- | -- | - | - | - | -- | -- | -- |
| 1  | AIK            | 10 | 5 | 3 | 2 | 19 | 17 | 13 |
| 2  | IFK Stockholm  | 10 | 5 | 3 | 2 | 17 | 5  | 13 |
| 3  | Mariebergs IK  | 10 | 4 | 3 | 3 | 12 | 7  | 11 |
| 4  | Djurgårdens IF | 9  | 4 | 2 | 3 | 12 | 6  | 10 |
| 5  | IFK Uppsala    | 8  | 2 | 2 | 4 | 7  | 8  | 6  |
| 6  | Östermalms IF  | 9  | 0 | 3 | 6 | 3  | 27 | 3  |

AIK vinnare av Klass 1 1908
1909 - Klass 1
| Pl | Lag            | Ma | V | O | F | GM | IM | P  |
| -- | -------------- | -- | - | - | - | -- | -- | -- |
| 1  | AIK            | 9  | 6 | 3 | 0 | 18 | 4  | 15 |
| 2  | Mariebergs IK  | 10 | 4 | 3 | 3 | 14 | 13 | 11 |
| 3  | Djurgårdens IF | 8  | 4 | 2 | 2 | 10 | 6  | 10 |
| 4  | IFK Stockholm  | 10 | 2 | 4 | 4 | 7  | 10 | 8  |
| 5  | Eriksdals IF   | 10 | 3 | 2 | 5 | 8  | 20 | 8  |
| 6  | IFK Uppsala    | 9  | 0 | 4 | 5 | 6  | 10 | 4  |

AIK vinnare av Klass 1 1909